# Берит (циклон, 2011)
Циклон Берит (также названный Свободным университетом Берлина- Циклон Ксавер)- был очень сильным европейским ураганом и внетропическим циклоном, который сформировался в виде тропической волны вблизи Малых Антильских островов в середине ноября 2011 года. Шторм начался с проливных дождей и снега над Северной Европой 24 и 25 ноября. В начале года в Шотландии выпал первый снег с марта. Фарерские острова также сообщили о ветре до 198 км/ч (55 м/с) и чрезмерном ущербе. 25 ноября норвежская метеорологическая служба назвала шторм "Берит". Еще один шторм, названный Йода, обрушился на Шотландию всего через день после Ксавера. Шторм Йода был широко известен в Скандинавии как маленький Берит (Little-Berit или Lille-Berit), поскольку Норвежская метеорологическая служба не дала ему официального названия.

## Метеорологическая история
Область низкого давления образовалась к югу от Азорских островов 21 ноября и на следующий день была названа Ксавером Свободным университетом Берлина. 23 ноября шторм прошел к северо-востоку от Соединенного Королевства и к югу от Фарерских островов с сильным центральным давлением 980 миллибар. Ксавьер быстро окреп в первые часы 24 ноября, а также у него появился глаз. Поздно вечером 25 ноября Ксавьер начал ослабевать по мере приближения к побережью Норвегии. В течение следующих нескольких дней он продолжал двигаться на восток-северо-восток и 29 ноября рассеялся над Россией.

## Последствия

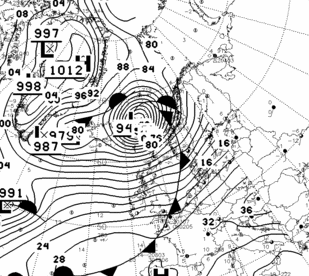
Циклон Ксавер (Берит)

На Фарерских островах были нанесены огромные повреждения, когда скорость ветра достигла 184 км / ч (51 м / с). Полиция на островах ввела комендантский час. Лодки и обломки были разбросаны ветром, и были некоторые опасения, что нефть могла вытечь из лодки, разбившейся о скалы. Жители дома престарелых в Тронгисвагуре были эвакуированы во время шторма, так как сорвало крышу.
Шторм принес сильный снегопад над горами и большие волны к побережью Шотландии. Метеобюро Великобритании опубликовало предупреждение о неблагоприятных погодных условиях из-за сильного ветра и проливных дождей на конец ноября. Одна женщина погибла после того, как 25 ноября ее машину унесло в озеро в Харрисе. Двенадцать каледонских паромов MacBrayne были отменены с Внешних Гебридских островов. Сотрудникам пришлось переместиться ниже 610 м на Бен-Невисе, поскольку ураганный ветер заставил гондольные подъемники закрыться. Школы были закрыты 25 ноября из-за сильного ветра. 25 ноября на мостах Форт, Скай, Тэй, Эрскин, Фриартон и Клакманнаншир были установлены ограничения по скорости.
Предупреждение класса II для Швеции было выпущено SMHI, что означает опасность для населения. 26 ноября Statoil была вынуждена закрыть три платформы из-за высоких волн. Ожидалось, что волны будут достигать 15 м вдоль береговой линии Норвегии. В Стапнесе, Норвегия, троих членов съемочной группы фильма Skumringslandet унесло в море, когда они снимали разбивающиеся волны. Одному удалось вернуться на берег, а остальным – нет. В Бергене также погиб человек, которого сбило падающее дерево. Оползень также произошел недалеко от Мюрдала, что привело к нарушению движения поездов Осло-Берген. Также были серьезные перебои с паромным сообщением между скандинавскими странами, тысячи пассажиров застряли.
В Англии Агентство по охране окружающей среды выпустило предупреждения о штормовом нагоне, который затронет восточное побережье 27 ноября. Центр города Уитби был затоплен, также сообщалось о наводнениях вокруг рек Тайн, Хамбер и на побережье Норфолка. Самый высокий прилив за 14 лет измерений был зарегистрирован в Халле, где для защиты города был снижен приливный барьер Халла. Колония длинномордых тюленей в Донна Нук в Линкольншире была затоплена во время сезона рождения потомства.
В Эстонии 100 м3 (3500 куб футов) березовой древесины было унесено с литовского корабля MS Alfalina в 22 км к западу от Сааремаа. По оценкам Eesti Energia, 6500 клиентов по всей стране остались без электричества после урагана, и даже рождественская елка в Таллинне была повалена сильным ветром.

## Внешние ссылки
- Flooding in Whitby November 2011 https://www.youtube.com/watch?v=s-6H_zGhv50&feature=player_embedded

- Flooding in Whitby November 2011 https://www.youtube.com/watch?v=6Ri_OTwjxdQ&feature=player_embedded
- Facebook Wall showing damage caused by Berit in the Faroe Islands https://www.facebook.com/pages/Ódnin-Berit/293476274019374?sk=wall